# Mikheil Meskhi
Mikhail Shalvovich Meskhi ou Mikheil Meskhi - respectivamente, em russo, Михаил Шалвович Месхи e, em georgiano, მიხეილ მესხი (Tbilisi, 12 de janeiro de 1937 - Tbilisi, 22 de abril de 1991) foi um futebolista georgiano.

## Carreira
Ponta-esquerda, chegou a ser chamado de "Garrincha Georgiano". Jogou principalmente pelo Dínamo Tbilisi, tendo participado da primeira conquista de um clube da então RSS da Geórgia no campeonato soviético, em 1964. Na campanha, jogou ao lado de outras lendas do clube, como Givi Chokheli, Revaz Dzodzuashvili, Murtaz Khurtsilava, Slava Met'reveli e Giorgi Sichinava (todos figurantes em Copas do Mundo pela Seleção Soviética), todos comandados pelo lendário técnico Gavriil Kachalin.

## Seleção
Meskhi dedicaria quinze de seus dezesseis anos de carreira ao Dínamo, onde jogou de 1954 a 1969. No ano seguinte, pararia de jogar no outro clube da cidade, o Lokomotiv Tbilisi.
Pela URSS, estreou em 1969, tendo participado da conquista da Eurocopa 1960 (a primeira Euro e título mais importante do antigo país no futebol) e da Copa do Mundo de 1962.

## Honrarias
Após sua morte, foi eleito o melhor jogador da história do futebol georgiano e incluído no "time dos sonhos" do país, em votação de 1998.

## Títulos
- Eurocopa: 1960